# Groupe des résistants d'Evron
Le groupe des résistants d'Evron est un groupe d'action de la Résistance intérieure française, sous l'Occupation situé à Évron (Mayenne). Il appartient au mouvement Organisation civile et militaire.

## Présentation
À la suite de l'armistice du 22 juin 1940, un groupe restreint de jeunes se constitue à Évron pour refuser l'occupation nazie. Les premières actions de ce groupe sont des tracts ou des inscriptions sur les murs.
Ce groupe se compose de :
- Robert Besnier (° 1913 - † 1944) ;
- Pierre Lesaint (° 1923 Saint-Léger - † 1944 Lublin)[2] ;
- Pierre Huault (° 1922)[3] ;
- Daniel Bussinger [4] ;
- Bertrand Mauduit († 1977)[5].

Ils agissent dans la nuit du 13 au 14 juillet 1941, pour remplacer le drapeau nazi placé sur la place de l'Hôtel de Ville d'Évron devant la Kommandantur par un drapeau français à la Croix de Lorraine, et un drapeau anglais. Cet acte symbolique est relayé par la BBC. Pierre Huault indique en 2013 : « En 1941, les gens avaient surtout conscience qu'il fallait survivre, peu se souciaient de la résistance. En 1944, ils étaient réveillés. Cela nous agaçait de voir la croix gammée flotter à Évron ».
Leur activité clandestine continue jusqu'au 10 juin 1943. L'armée allemande fait des exercices de tir dans des carrières désaffectées près du Haras des Vignes. Par hasard, un soldat allemand en faction découvre dans un grenier des armes de chasse et de guerre. Bertrand Mauduit est arrêté par la Gestapo. Son père Roger Mauduit se dénonce, et est arrêté. L'ensemble des résistants du groupe sont arrêtés, dont Daniel Bussinger. Pierre Huault alors à Pornichet, est arrêté peu après, mais arrive à s'évader de la Gestapo de Nantes. Robert Besnier et Pierre Lesaint meurent en déportation. Roger et Bertrand Mauduit sont emprisonnés à Laval, puis au Mans, pendant trois mois. En transit à Compiègne, ils sont déportés à Buchenwald. Roger Mauduit décède d'une pneumonie le 17 février 1944. Bertrand Mauduit revient à Évron à l'automne 1945.
Les noms de Roger et Bertrand Mauduit et de Daniel Bussinger ont été donnés à une rue d'Évron, à l'occasion d'une cérémonie racontée sur son blog par Laurent Mauduit, le fils de Bertrand ; une plaque commémorative est apposée sur l'actuelle Caisse d'Épargne d'Évron (immeuble de l'ancienne Kommandantur), place Pierre Mendès France.